# Isabel (Lost)
Isabel egy szereplő az ABC sorozatában, a Lostban. Ő az a nő, aki kikérdezte Jacket, amikor Juliet gyilkosság gyanújába keveredett. A „Többiek”-hez tartozik. Diana Scarwid alakítja.

## Életrajz
|  | Alább a cselekmény részletei következnek! |

Egy éjjel, Isabel odamegy a ketrechez, ahol Jack-et fogva tartják. Elolvassa magában a tetoválás szövegét Jack karján, majd bemutatkozik. Arra kéri Jack-et, jöjjön vele, mert fel kell tennie néhány kérdést.
Isabel azzal vádolja az immárom fogva tartott Juliet-et, hogy Danny megölése mellett gyilkossági kísérletet követett el Ben ellen. Behívja Jack-et, Juliet-et, és Tom-ot egy irodába, és megkérdezi Jack-től, Juliet valóban megkérte-e rá, hogy ölje meg Ben-t a műtét alatt.Jack azt mondja, ezt csak Tom-mal akarta elhitetni, hogy káoszt teremtsen. Isabel tudja, hogy Jack hazudik, de nem érti, miért védelmezi Juliet-et.
Miután megszületik a döntés Juliet kivégzéséről, Jack és Alex kérésére Ben arra utasítja Isabel-t, Juliet megölése helyett csupán "jelölje meg" őt. Aznap kora este, Juliet ismét odamegy Jack-hez, és felolvassa a tetoválása feltételezett fordítását: „Köztünk jár, de nem közénk való.” Jack azt mondja, bár ez van ráírva, nem ez a jelentése.
A "Többiek" – beleértve Isabel-t is – Jack-kel együtt elhagyják a Hydra állomás szigetét, és visszatérnek eredeti lakhelyükre, a "Barakkokhoz". Később, innen is elmennek.